# Lagochilus platycalyx
Lagochilus platycalyx là một loài thực vật có hoa trong họ Hoa môi. Loài này được Schrenk ex Fisch. & C.A.Mey. mô tả khoa học đầu tiên năm 1843.